# Campionati del mondo di atletica leggera 2019 - Eptathlon
La gara di eptathlon femminile ai campionati del mondo di atletica leggera 2019 si è svolta tra mercoledì 2 e giovedì 3 ottobre.

## Podio
| Pos.    | Atleta                    | Nazionalità | Punti   |
| ------- | ------------------------- | ----------- | ------- |
| Oro     | Katarina Johnson-Thompson | Regno Unito | 6981 p. |
| Argento | Nafissatou Thiam          | Belgio      | 6677 p. |
| Bronzo  | Verena Preiner            | Austria     | 6560 p. |

## Situazione pre-gara

### Record
Prima di questa competizione, il record del mondo (RM) e il record dei campionati (RC) erano i seguenti.
| Record                | Prestazione | Atleta                           | Data                                  | Competizione                |
| --------------------- | ----------- | -------------------------------- | ------------------------------------- | --------------------------- |
| Record mondiale       | 7291 p.     | Jackie Joyner-Kersee Stati Uniti | 24 settembre 1988 Seul, Corea del Sud | Giochi della XXIV Olimpiade |
| Record dei campionati | 7128 p.     | Jackie Joyner-Kersee Stati Uniti | 1 settembre 1987 Roma, Italia         | Campionati del mondo 1987   |

### Campionesse in carica
Le campionesse in carica, a livello mondiale e olimpico, erano:
| Campione | Atleta                  | Prestazione | Data                                   | Competizione   |
| -------- | ----------------------- | ----------- | -------------------------------------- | -------------- |
| Olimpico | Nafissatou Thiam Belgio | 6810 p.     | 13 agosto 2016 Rio de Janeiro, Brasile | Olimpiadi 2016 |
| Mondiale | Nafissatou Thiam Belgio | 6784 p.     | 6 agosto 2017 Londra, Regno Unito      | Mondiali 2017  |

### La stagione
Prima di questa gara, gli atleti con le migliori tre prestazioni dell'anno erano:
| Pos. | Atleta                                | Prestazione | Data                                   |
| ---- | ------------------------------------- | ----------- | -------------------------------------- |
| 1    | Nafissatou Thiam Belgio               | 6819 p.     | 23 giugno 2019 Talence, Francia        |
| 2    | Katarina Johnson-Thompson Regno Unito | 6813 p.     | 26 maggio 2019 Götzis, Austria         |
| 3    | Erica Bougard Stati Uniti             | 6663 p.     | 28 luglio 2019 Des Moines, Stati Uniti |

## Risultati

### 100 metri ostacoli
La gara dei 100 metri ostacoli si è svolta mercoledì 2 ottobre: la prima serie è partita alle 17:05.
| Pos | Serie | Atleta                    | Paese         | Tempo | Punteggio | Note                                     |
| --- | ----- | ------------------------- | ------------- | ----- | --------- | ---------------------------------------- |
| 1   | 3     | Kendell Williams          | Stati Uniti   | 12"58 | 1189      | Record dei campionati                    |
| 2   | 3     | Solène Ndama              | Francia       | 12"90 | 1140      |                                          |
| 3   | 3     | Erica Bougard             | Stati Uniti   | 13"01 | 1123      |                                          |
| 4   | 3     | Marthe Koala              | Burkina Faso  | 13"05 | 1117      | Record nazionale                         |
| 5   | 2     | Katarina Johnson-Thompson | Gran Bretagna | 13"09 | 1111      | Miglior prestazione personale            |
| 6   | 3     | Chari Hawkins             | Stati Uniti   | 13"23 | 1090      |                                          |
| 7   | 2     | Verena Preiner            | Austria       | 13"25 | 1087      | Miglior prestazione personale            |
| 8   | 2     | Annie Kunz                | Stati Uniti   | 13"27 | 1084      | Miglior prestazione personale            |
| 9   | 3     | Maria Huntington          | Finlandia     | 13"32 | 1077      |                                          |
| 10  | 2     | Nafissatou Thiam          | Belgio        | 13"36 | 1071      | Miglior prestazione personale stagionale |
| 11  | 3     | Odile Ahouanwanou         | Benin         | 13"45 | 1058      |                                          |
| 12  | 1     | Kateřina Cachová          | Rep. Ceca     | 13"47 | 1055      | Miglior prestazione personale stagionale |
| 13  | 1     | Anouk Vetter              | Paesi Bassi   | 13"55 | 1043      | Miglior prestazione personale stagionale |
| 14  | 2     | Noor Vidts                | Belgio        | 13"58 | 1039      |                                          |
| 15  | 2     | Nadine Broersen           | Paesi Bassi   | 13"61 | 1034      |                                          |
| 16  | 1     | Emma Oosterwegel          | Paesi Bassi   | 13"65 | 1028      |                                          |
| 17  | 1     | Géraldine Ruckstuhl       | Svizzera      | 13"84 | 1001      |                                          |
| 18  | 1     | Hanne Maudens             | Belgio        | 13"90 | 993       | Miglior prestazione personale            |
| 19  | 1     | Ekaterina Voronina        | Uzbekistan    | 14"64 | 890       |                                          |
|     | 2     | Ivona Dadic               | Austria       | dq    | 0         |                                          |

### Salto in alto
La gara del salto in alto si è svolta mercoledì 2 ottobre, per entrambi i gruppi a partire dalle 18:15.
| Pos | Gr. | Atleta                    | Paese         | Salti | Salti | Salti | Salti | Salti | Salti | Salti | Salti | Salti | Salti | Salti | Salti | Salti | Salti | Ris.   | Punti | Note                                     | Pt. tot. | Pos |
| Pos | Gr. | Atleta                    | Paese         | 1,59  | 1,62  | 1,65  | 1,68  | 1,71  | 1,74  | 1,77  | 1,80  | 1,83  | 1,86  | 1,89  | 1,92  | 1,95  | 1,98  | Ris.   | Punti | Note                                     | Pt. tot. | Pos |
| --- | --- | ------------------------- | ------------- | ----- | ----- | ----- | ----- | ----- | ----- | ----- | ----- | ----- | ----- | ----- | ----- | ----- | ----- | ------ | ----- | ---------------------------------------- | -------- | --- |
| 1   | A   | Katarina Johnson-Thompson | Gran Bretagna |       |       | -     | -     | -     | -     | -     | -     | o     | xo    | o     | xo    | o     | xxx   | 1,95 m | 1171  | Record dei campionati                    | 2282     | 1   |
| 2   | A   | Nafissatou Thiam          | Belgio        |       |       | -     | -     | -     | -     | -     | -     | xo    | o     | xo    | o     | xo    | xxx   | 1,95 m | 1171  | Record dei campionati                    | 2242     | 2   |
| 3   | A   | Erica Bougard             | Stati Uniti   |       |       | -     | -     | -     | o     | xxo   | xxo   | o     | xo    | xxx   |       |       |       | 1,86 m | 1054  |                                          | 2177     | 3   |
| 4   | A   | Maria Huntington          | Finlandia     |       |       | -     | -     | -     | o     | xo    | xo    | o     | xxx   |       |       |       |       | 1,83 m | 1016  |                                          | 2093     | 5   |
| 5   | A   | Nadine Broersen           | Paesi Bassi   |       |       | -     | -     | o     | o     | o     | o     | xo    | xxx   |       |       |       |       | 1,83 m | 1016  | Miglior prestazione personale stagionale | 2050     | 7   |
| 6   | B   | Annie Kunz                | Stati Uniti   | -     | -     | o     | o     | o     | xo    | xo    | o     | xxx   |       |       |       |       |       | 1,80 m | 978   | Miglior prestazione personale stagionale | 2062     | 6   |
| 7   | A   | Ekaterina Voronina        | Uzbekistan    |       |       | -     | o     | o     | o     | xo    | xxo   | xxx   |       |       |       |       |       | 1,80 m | 978   |                                          | 1868     | 17  |
| 8   | A   | Noor Vidts                | Belgio        |       |       | -     | o     | o     | o     | o     | xxx   |       |       |       |       |       |       | 1,77 m | 941   |                                          | 1980     | 13  |
| 8   | B   | Chari Hawkins             | Stati Uniti   | -     | -     | -     | -     | -     | o     | o     | o     | xxx   |       |       |       |       |       | 1,77 m | 941   |                                          | 2031     | 8   |
| 10  | B   | Verena Preiner            | Austria       | -     | -     | -     | o     | o     | o     | o     | xo    | xxx   |       |       |       |       |       | 1,77 m | 941   |                                          | 2028     | 9   |
| 10  | A   | Kendell Williams          | Stati Uniti   |       |       | -     | -     | o     | o     | xo    | xxx   |       |       |       |       |       |       | 1,77 m | 941   |                                          | 2130     | 4   |
| 12  | B   | Odile Ahouanwanou         | Benin         | -     | -     | -     | o     | o     | o     | xxo   | xo    | xxx   |       |       |       |       |       | 1,77 m | 941   | Miglior prestazione personale stagionale | 1999     | 12  |
| 13  | B   | Emma Oosterwegel          | Paesi Bassi   | -     | -     | -     | o     | o     | o     | xo    | xxo   | xxx   |       |       |       |       |       | 1,77 m | 941   | Miglior prestazione personale            | 1969     | 14  |
| 14  | B   | Marthe Koala              | Burkina Faso  | -     | -     | -     | -     | o     | o     | xo    | o     | xxx   |       |       |       |       |       | 1,74 m | 903   |                                          | 2020     | 10  |
| 15  | B   | Anouk Vetter              | Paesi Bassi   | -     | -     | -     | o     | o     | xxo   | xo    | xxx   |       |       |       |       |       |       | 1,74 m | 903   |                                          | 1946     | 16  |
| 15  | B   | Kateřina Cachová          | Rep. Ceca     | -     | o     | o     | xo    | o     | xo    | xo    | xxx   |       |       |       |       |       |       | 1,74 m | 903   | Miglior prestazione personale stagionale | 1958     | 15  |
| 17  | B   | Solène Ndama              | Francia       | -     | -     | o     | xo    | xo    | o     | xxx   |       |       |       |       |       |       |       | 1,71 m | 867   |                                          | 2007     | 11  |
| 17  | A   | Géraldine Ruckstuhl       | Svizzera      |       |       | xxo   | o     | o     | xxx   |       |       |       |       |       |       |       |       | 1,71 m | 867   |                                          | 1868     | 17  |
| 19  | B   | Hanne Maudens             | Belgio        | -     | -     | -     | o     | o     | xo    |       |       |       |       |       |       |       |       | 1,71 m | 867   |                                          | 1860     | 19  |
|     | A   | Ivona Dadic               | Austria       |       |       |       |       |       |       |       |       |       |       |       |       |       |       | dns    | 0     |                                          | dnf      | -   |

### Getto del peso
La gara del getto del peso si è svolta a partire dalle ore 20:30 di mercoledì 2 ottobre, con le atlete suddivise in due gruppi che hanno gareggiato in contemporanea.
| Pos | Gruppo | Atleta                   | Paese         | Lanci    | Lanci    | Lanci    | Risultato | Punti | Note                                     | Punti totali | Pos |
| Pos | Gruppo | Atleta                   | Paese         | Lancio 1 | Lancio 2 | Lancio 3 | Risultato | Punti | Note                                     | Punti totali | Pos |
| --- | ------ | ------------------------ | ------------- | -------- | -------- | -------- | --------- | ----- | ---------------------------------------- | ------------ | --- |
| 1   | A      | Nafissatou Thiam         | Belgio        | 15,22 m  | 14,52 m  | 15,08 m  | 15,22 m   | 876   |                                          | 3118         | 1   |
| 2   | A      | Nadine Broersen          | Paesi Bassi   | 14,21 m  | 14,39 m  | 14,75 m  | 14,75 m   | 844   |                                          | 2894         | 4   |
| 3   | A      | Annie Kunz               | Stati Uniti   | 14,58 m  | 13,46 m  | 13,72 m  | 14,58 m   | 833   | Miglior prestazione personale stagionale | 2895         | 3   |
| 4   | A      | Géraldine Ruckstuhl      | Svizzera      | 14,19 m  | 13,76 m  | 14,28 m  | 14,28 m   | 813   |                                          | 2681         | 16  |
| 5   | A      | Verena Preiner           | Austria       | 14,21 m  | 13,69 m  | 13,73 m  | 14,21 m   | 808   |                                          | 2836         | 7   |
| 6   | A      | Odile Ahouanwanou        | Benin         | 12,73 m  | 14,13 m  | 13,90 m  | 14,13 m   | 803   |                                          | 2802         | 8   |
| 7   | A      | Anouk Vetter             | Paesi Bassi   | 14,10 m  | 14,05 m  | 14,10 m  | 14,10 m   | 801   |                                          | 2747         | 13  |
| 8   | B      | Katarina Johnon-Thompson | Gran Bretagna | 12,33 m  | 12,38 m  | 13,86 m  | 13,86 m   | 785   | Miglior prestazione personale            | 3067         | 2   |
| 9   | B      | Emma Oosterwegel         | Paesi Bassi   | 13,70 m  | 13,53 m  | 12,79 m  | 13,70 m   | 774   | Miglior prestazione personale            | 2743         | 15  |
| 10  | A      | Solène Ndama             | Francia       | x        | 13,57 m  | 13,68 m  | 13,68 m   | 773   |                                          | 2780         | 10  |
| 11  | B      | Ekaterina Voronina       | Uzbekistan    | 12,81 m  | 13,61 m  | 13,66 m  | 13,66 m   | 771   |                                          | 2639         | 18  |
| 12  | B      | Chari Hawkins            | Stati Uniti   | 13,05 m  | 13,59 m  | 12,93 m  | 13,59 m   | 767   | Miglior prestazione personale            | 2798         | 9   |
| 13  | A      | Noor Vidts               | Belgio        | 12,83 m  | 13,55 m  | 12,46 m  | 13,55 m   | 764   |                                          | 2744         | 14  |
| 14  | B      | Marthe Koala             | Burkina Faso  | 12,97 m  | 13,28 m  | 12,83 m  | 13,28 m   | 746   | Miglior prestazione personale stagionale | 2766         | 12  |
| 15  | B      | Hanne Maudens            | Belgio        | x        | 12,71 m  | 13,12 m  | 13,12 m   | 735   |                                          | 2595         | 19  |
| 16  | B      | Kendell Williams         | Stati Uniti   | 12,71 m  | 12,55 m  | 12,71 m  | 12,71 m   | 708   |                                          | 2838         | 6   |
| 17  | B      | Kateřina Cachová         | Rep. Ceca     | 12,04 m  | 12,58 m  | 12,07 m  | 12,58 m   | 700   | Miglior prestazione personale stagionale | 2658         | 17  |
| 18  | B      | Erica Bougard            | Stati Uniti   | 12,36 m  | 12,17 m  | 12,33 m  | 12,36 m   | 685   |                                          | 2862         | 5   |
| 19  | B      | Maria Huntington         | Finlandia     | 10,96 m  | 11,44 m  | 12,21 m  | 12,21 m   | 675   |                                          | 2768         | 11  |
|     | A      | Ivona Dadic              | Austria       |          |          |          | dns       | 0     |                                          | dnf          |     |

### 200 metri piani
| Pos | Gruppo | Atleta                    | Paese         | Risultato | Punti | Note                                     | Punti totali | Pos |
| --- | ------ | ------------------------- | ------------- | --------- | ----- | ---------------------------------------- | ------------ | --- |
| 1   | 3      | Katarina Johnson-Thompson | Gran Bretagna | 23"08     | 1071  | Miglior prestazione personale stagionale | 4138         | 1   |
| 2   | 3      | Kendell Williams          | Stati Uniti   | 23"62     | 1017  | Miglior prestazione personale stagionale | 3855         | 3   |
| 3   | 2      | Hanne Maudens             | Belgio        | 23"81     | 999   | Miglior prestazione personale            | 3594         | 16  |
| 4   | 3      | Erica Bougard             | Stati Uniti   | 23"89     | 991   |                                          | 3853         | 4   |
| 5   | 3      | Verena Preiner            | Austria       | 23"96     | 985   | Miglior prestazione personale            | 3821         | 6   |
| 6   | 3      | Odile Ahouanwanou         | Benin         | 24"05     | 976   |                                          | 3778         | 7   |
| 7   | 3      | Marthe Koala              | Burkina Faso  | 24"29     | 953   |                                          | 3719         | 10  |
| 8   | 2      | Solène Ndama              | Francia       | 24"34     | 948   |                                          | 3728         | 9   |
| 9   | 2      | Annie Kunz                | Stati Uniti   | 24"37     | 945   |                                          | 3840         | 5   |
| 10  | 2      | Anouk Vetter              | Paesi Bassi   | 24"43     | 940   |                                          | 3687         | 12  |
| 11  | 2      | Noor Vidts                | Belgio        | 24"46     | 937   |                                          | 3681         | 13  |
| 12  | 1      | Nafissatou Thiam          | Belgio        | 24"60     | 924   |                                          | 4042         | 2   |
| 13  | 2      | Maria Huntington          | Finlandia     | 24"72     | 913   |                                          | 3681         | 13  |
| 14  | 2      | Chari Hawkins             | Stati Uniti   | 24"81     | 904   |                                          | 3702         | 11  |
| 15  | 1      | Kateřina Cachová          | Rep. Ceca     | 24"95     | 891   |                                          | 3549         | 17  |
| 16  | 1      | Ekaterina Voronina        | Uzbekistan    | 25"03     | 884   |                                          | 3523         | 19  |
| 17  | 1      | Emma Oosterwegel          | Paesi Bassi   | 25"10     | 878   |                                          | 3621         | 15  |
| 18  | 1      | Géraldine Ruckstuhl       | Svizzera      | 25"21     | 868   |                                          | 3549         | 17  |
| 19  | 1      | Nadine Broersen           | Paesi Bassi   | 25"28     | 861   |                                          | 3755         | 8   |
|     | A      | Ivona Dadic               | Austria       | dns       | 0     |                                          | dnf          |     |

### Salto in lungo
| Pos | Gruppo | Atleta                    | Paese         | Salti   | Salti   | Salti   | Risultato | Punti | Note                          | Punti totali | Pos |
| Pos | Gruppo | Atleta                    | Paese         | Salto 1 | Salto 2 | Salto 3 | Risultato | Punti | Note                          | Punti totali | Pos |
| --- | ------ | ------------------------- | ------------- | ------- | ------- | ------- | --------- | ----- | ----------------------------- | ------------ | --- |
| 1   | A      | Katarina Johnson-Thompson | Gran Bretagna | 6,32    | 6,77    | x       | 6,77      | 1095  |                               | 5233         | 1   |
| 2   | A      | Marthe Koala              | Burkina Faso  | 6,44    | x       | 6,30    | 6,44      | 988   |                               | 4707         | 6   |
| 3   | A      | Hanne Maudens             | Belgio        | 6,41    | 6,36    | 6,29    | 6,41      | 978   |                               | 4572         | 11  |
| 4   | A      | Nafissatou Thiam          | Belgio        | 6,25    | 6,35    | 6,40    | 6,40      | 975   |                               | 5017         | 2   |
| 5   | A      | Verena Preiner            | Austria       | 6,27    | 6,36    | 6,16    | 6,36      | 962   | Miglior prestazione personale | 4783         | 4   |
| 6   | A      | Kendell Williams          | Stati Uniti   | x       | x       | 6,28    | 6,28      | 937   |                               | 4792         | 3   |
| 7   | B      | Nadine Broersen           | Paesi Bassi   | 6,22    | 6,10    | x       | 6,22      | 918   |                               | 4673         | 8   |
| 8   | A      | Erica Bougard             | Stati Uniti   | 6,21    | 6,19    | 5,95    | 6,21      | 915   |                               | 4768         | 5   |
| 9   | B      | Anouk Vetter              | Paesi Bassi   | 6,08    | 6,12    | 6,20    | 6,20      | 912   |                               | 4599         | 10  |
| 10  | A      | Noor Vidts                | Belgio        | 6,11    | 5,82    | 6,09    | 6,11      | 883   |                               | 4564         | 13  |
| 11  | B      | Odile Ahouanwanou         | Benin         | 5,34    | 6,00    | x       | 6,00      | 850   | Miglior prestazione personale | 4628         | 9   |
| 12  | A      | Solène Ndama              | Francia       | 5,98    | x       | 5,97    | 5,98      | 843   |                               | 4571         | 12  |
| 13  | B      | Chari Hawkins             | Stati Uniti   | 5,95    | 5,88    | x       | 5,95      | 834   |                               | 4536         | 14  |
| 14  | B      | Annie Kunz                | Stati Uniti   | 5,75    | x       | 5,95    | 5,95      | 834   |                               | 4674         | 7   |
| 15  | B      | Emma Oosterwegel          | Paesi Bassi   | 5,75    | 5,65    | 5,87    | 5,87      | 810   |                               | 4431         | 15  |
| 16  | B      | Ekaterina Voronina        | Uzbekistan    | x       | 5,83    | 5,82    | 5,83      | 798   |                               | 4321         | 17  |
| 17  | B      | Kateřina Cachová          | Rep. Ceca     | 5,79    | 5,68    | 5,52    | 5,79      | 786   |                               | 4335         | 16  |
| 18  | B      | Géraldine Ruckstuhl       | Svizzera      | 5,51    | 5,73    | 5,54    | 5,73      | 768   |                               | 4317         | 18  |
|     | A      | Maria Huntington          | Finlandia     |         |         |         | dns       | 0     |                               | dnf          |     |
|     | A      | Ivona Dadic               | Austria       |         |         |         | dns       | 0     |                               | dnf          |     |

### Lancio del giavellotto
| Pos | Atleta                    | Paese         | Lanci    | Lanci    | Lanci    | Risultato | Punti | Note                                     | Punti totali | Pos |
| Pos | Atleta                    | Paese         | Lancio 1 | Lancio 2 | Lancio 3 | Risultato | Punti | Note                                     | Punti totali | Pos |
| --- | ------------------------- | ------------- | -------- | -------- | -------- | --------- | ----- | ---------------------------------------- | ------------ | --- |
| 1   | Géraldine Ruckstuhl       | Svizzera      | 52,50    | 53,20    | 55,35    | 55,35     | 964   |                                          | 5281         | 11  |
| 2   | Anouk Vetter              | Paesi Bassi   | 51,87    | 54,17    | x        | 54,17     | 941   |                                          | 5540         | 6   |
| 3   | Emma Oosterwegel          | Paesi Bassi   | 54,01    | 52,51    | 51,96    | 54,01     | 938   |                                          | 5369         | 9   |
| 4   | Ekaterina Voronina        | Uzbekistan    | 48,81    | 51,60    | 51,53    | 51,60     | 891   |                                          | 5212         | 13  |
| 5   | Nadine Broersen           | Paesi Bassi   | 49,82    | 49,34    | 50,41    | 50,41     | 868   | Miglior prestazione personale stagionale | 5541         | 5   |
| 6   | Nafissatou Thiam          | Belgio        | x        | 48,04    | –        | 48,04     | 822   | Miglior prestazione personale stagionale | 5839         | 2   |
| 7   | Odile Ahouanwanou         | Benin         | 46,74    | 41,69    | x        | 46,74     | 797   | Miglior prestazione personale            | 5425         | 8   |
| 8   | Verena Preiner            | Austria       | 43,39    | 45,30    | 46,68    | 46,68     | 796   |                                          | 5579         | 3   |
| 9   | Kateřina Cachová          | Rep. Ceca     | 46,11    | 42,70    | 45,02    | 46,11     | 785   |                                          | 5120         | 17  |
| 10  | Kendell Williams          | Stati Uniti   | x        | 41,91    | 45,12    | 45,12     | 766   | Miglior prestazione personale stagionale | 5558         | 4   |
| 11  | Katarina Johnson-Thompson | Gran Bretagna | 42,21    | 43,93    | 40,55    | 43,93     | 743   | Miglior prestazione personale            | 5976         | 1   |
| 12  | Erica Bougard             | Stati Uniti   | 40,34    | 43,48    | 42,76    | 43,48     | 734   |                                          | 5502         | 7   |
| 13  | Chari Hawkins             | Stati Uniti   | 40,07    | x        | x        | 40,07     | 669   |                                          | 5205         | 14  |
| 14  | Solène Ndama              | Francia       | x        | 34,55    | 37,62    | 37,62     | 622   | Miglior prestazione personale            | 5193         | 15  |
| 15  | Marthe Koala              | Burkina Faso  | 37,59    | x        | x        | 37,59     | 621   |                                          | 5328         | 10  |
| 16  | Hanne Maudens             | Belgio        | 34,98    | 36,22    | x        | 36,22     | 595   |                                          | 5167         | 16  |
| 17  | Annie Kunz                | Stati Uniti   | x        | 35,36    | 27,47    | 35,36     | 579   |                                          | 5253         | 12  |
| 18  | Noor Vidts                | Belgio        | 33,06    | 33,58    | 33,17    | 33,58     | 545   |                                          | 5109         | 18  |
|     | Maria Huntington          | Finlandia     |          |          |          | dns       | 0     |                                          | dnf          |     |
|     | Ivona Dadic               | Austria       |          |          |          | dns       | 0     |                                          | dnf          |     |

### 800 metri piani
| Pos | Gruppo | Atleta                    | Paese         | Risultato | Punti | Note                                     | Punti totali | Pos |
| --- | ------ | ------------------------- | ------------- | --------- | ----- | ---------------------------------------- | ------------ | --- |
| 1   | 2      | Katarina Johnson-Thompson | Gran Bretagna | 2'07"26   | 1005  | Miglior prestazione personale            | 6981         | 1   |
| 2   | 2      | Verena Preiner            | Austria       | 2'08"88   | 981   |                                          | 6560         | 3   |
| 3   | 2      | Erica Bougard             | Stati Uniti   | 2'09"74   | 968   |                                          | 6470         | 4   |
| 4   | 1      | Hanne Maudens             | Belgio        | 2'12"98   | 921   |                                          | 6088         | 11  |
| 5   | 1      | Ekaterina Voronina        | Uzbekistan    | 2'15"40   | 887   |                                          | 6099         | 10  |
| 6   | 2      | Emma Oosterwegel          | Paesi Bassi   | 2'15"86   | 881   |                                          | 6250         | 7   |
| 7   | 1      | Noor Vidts                | Belgio        | 2'15"94   | 880   |                                          | 5989         | 15  |
| 8   | 1      | Géraldine Ruckstuhl       | Svizzera      | 2'16"02   | 878   |                                          | 6159         | 9   |
| 9   | 1      | Chari Hawkins             | Stati Uniti   | 2'16"78   | 868   | Miglior prestazione personale stagionale | 6073         | 12  |
| 10  | 1      | Kateřina Cachová          | Rep. Ceca     | 2'16"85   | 867   | Miglior prestazione personale stagionale | 5987         | 16  |
| 11  | 2      | Kendell Williams          | Stati Uniti   | 2'17"54   | 857   |                                          | 6415         | 5   |
| 12  | 2      | Nadine Broersen           | Paesi Bassi   | 2'18"01   | 851   |                                          | 6392         | 6   |
| 13  | 1      | Solène Ndama              | Francia       | 2'18"75   | 841   |                                          | 6034         | 14  |
| 14  | 2      | Nafissatou Thiam          | Belgio        | 2'18"93   | 838   | Miglior prestazione personale stagionale | 6677         | 2   |
| 15  | 1      | Annie Kunz                | Stati Uniti   | 2'20"68   | 814   |                                          | 6067         | 13  |
| 16  | 2      | Odile Ahouanwanou         | Benin         | 2'22"89   | 785   | Miglior prestazione personale stagionale | 6210         | 8   |
|     | 1      | Marthe Koala              | Burkina Faso  | dns       | 0     |                                          | dnf          |     |
|     | 2      | Anouk Vetter              | Paesi Bassi   | dns       | 0     |                                          | dnf          |     |
|     |        | Maria Huntington          | Finlandia     | dns       | 0     |                                          | dnf          |     |
|     |        | Ivona Dadic               | Austria       | dns       | 0     |                                          | dnf          |     |

## Classifica finale
| Pos. | Atleta                    | Nazionalità   | Punti | Note                                     |
| ---- | ------------------------- | ------------- | ----- | ---------------------------------------- |
|      | Katarina Johnson-Thompson | Gran Bretagna | 6981  | Miglior prestazione mondiale stagionale  |
|      | Nafissatou Thiam          | Belgio        | 6677  |                                          |
|      | Verena Preiner            | Austria       | 6560  |                                          |
| 4    | Erica Bougard             | Stati Uniti   | 6470  |                                          |
| 5    | Kendell Williams          | Stati Uniti   | 6415  |                                          |
| 6    | Nadine Broersen           | Paesi Bassi   | 6392  | Miglior prestazione personale stagionale |
| 7    | Emma Oosterwegel          | Paesi Bassi   | 6250  | Miglior prestazione personale            |
| 8    | Odile Ahouanwanou         | Benin         | 6210  | Record nazionale                         |
| 9    | Géraldine Ruckstuhl       | Svizzera      | 6159  |                                          |
| 10   | Ekaterina Voronina        | Uzbekistan    | 6099  |                                          |
| 11   | Hanne Maudens             | Belgio        | 6088  |                                          |
| 12   | Chari Hawkins             | Stati Uniti   | 6073  |                                          |
| 13   | Annie Kunz                | Stati Uniti   | 6067  |                                          |
| 14   | Solène Ndama              | Francia       | 6034  |                                          |
| 15   | Noor Vidts                | Belgio        | 5989  |                                          |
| 16   | Kateřina Cachová          | Rep. Ceca     | 5987  |                                          |
|      | Anouk Vetter              | Paesi Bassi   | dnf   |                                          |
|      | Marthe Koala              | Burkina Faso  | dnf   |                                          |
|      | Maria Huntington          | Finlandia     | dnf   |                                          |
|      | Ivona Dadic               | Austria       | dnf   |                                          |